# Comptabilité
 (juillet 2019).
La comptabilité est un ensemble de systèmes d'information subjectifs ayant pour objet la mesure de la valeur des moyens et des résultats d'une entité. La comptabilité repose sur un ensemble de conventions et de règles de représentation. La comptabilité est un système subjectif c'est-à-dire qu'elle propose une représentation particulière des informations, et donc du réel, en fonction du sujet qui a défini les conventions et règles. Plusieurs comptabilités coexistent. La comptabilité financière consiste à recueillir et compiler des données liées aux événements et aux opérations financières, afin de présenter dans une unité monétaire, la situation financière et les activités économiques d'une entité.
Face aux enjeux écologiques, l'orientation financière (voire financiarisée) des comptabilités d'entreprise est questionnée par la recherche académique notamment par le modèle CARE - Comprehensive accounting in respect of ecology.
Dans le domaine de l'évaluation (ex. : services écosystémiques ou, à l'opposé, coûts de préservation des bons états écologiques), on parle aussi de comptabilité environnementale, voire de comptabilité universelle, ou de comptabilité intégrée multicapitaux.
Dans le domaine commercial et administratif cette discipline est mise en œuvre par le comptable ou l'agent-comptable, éventuellement assistés d'experts comptables et de logiciels, bureaux ou agences spécialisés.

## Histoire
Les traces les plus anciennes de comptabilité datent de la haute Antiquité et notamment de la Mésopotamie ancienne (sur tablette d'argile, papyrus…). Les villes commerçantes italiennes et flamandes jouent un grand rôle dans l'établissement des pratiques occidentales modernes, naissance de la comptabilité en partie double.
La théorie comptable s'est organisée, clarifiée et normée à partir du XIXe siècle, lors de la révolution industrielle, notamment sous l'influence de praticiens tels que Pierre-Antoine Godard-Desmarest .
En France, c'est la loi fiscale de 1917 qui a donné une dimension supplémentaire à la comptabilité, dans l'objectif de donner nouveau souffle à l'investissement. Elle autorise un véritable amortissement comptable, permettant de déduire chaque année des bénéfices une fraction des investissements.
Le souverain Hammourabi de Babylone évoque la comptabilité des marchands dans ses lois. Les Incas utilisaient des rubans de couleurs noués pour tenir les comptes ; un nœud par opération, une couleur par produit. Les Romains utilisaient les termes expensa pour les dépenses et accepta pour les recettes.
- 1494 : Le moine italien Luca Pacioli édite à Venise son traité sur la comptabilité en « partie double » ;
- 1581 : En Italie, le collegio des Raxonati est la première société de comptables ;
- 1673 : En France, Jean-Baptiste Colbert impose la tenue de livres comptables ;
- 1807 : Mise en place du Code de commerce napoléonien ;
- 1881 : Création en France de la société de comptabilité ;
- 1947 : Création du premier plan comptable général en France ;
- 1962 : Gilbert Bitsch invente le lettrage conversationnel de qualification des écritures pour son application en comptabilité générale et réalise le premier positionnement des détails du solde des comptes de tiers sur une tabulatrice IBM 421 (un outil de mécanographie) puis sur ordinateur IBM 360/40 (1er janvier 1966), qui a ouvert la comptabilité à l'informatique ;
- 1973 : Création de l’International Accounting Standards Committee (Comité des normes comptables internationales) à Londres qui a pour principaux buts :
  - d'élaborer et de publier des normes comptables internationales pour la présentation des états financiers ;
  - de promouvoir leur utilisation au niveau mondial ;
  - de publier des interprétations qui sont développées par l'International Financial Reporting Standards Interpretations Committee - I.F.R.I.C.
- 2002 : Création du règlement européen sur l'application des normes comptables internationales (IFRS) aux comptes consolidés des sociétés cotées ;
- 2011 : Le Canada adopte les IFRS (International Financial Reporting Standards) pour les entreprises ouvertes (inscrites en bourse).

## Utilité
La comptabilité est le moyen de :
- connaître le montant et l'origine de « résultats » (économiques notamment) ;
- aider à vérifier le bien-fondé de décisions prises (à cet égard on peut estimer qu'il s'agit également d'un outil concourant à la gestion, à l'évaluation et à la prévision) ;
- de suivre au jour le jour le montant de sa caisse (dans le cas d'un commerce, d'une entreprise) ;
- de connaître la valeur du patrimoine concerné, son évolution, sa valeur ajoutée, par une comptabilité et l'ampleur des engagements vis-à-vis des tiers (engagements reçus ou donnés).
- d'identifier les possibles fraudes .

## Outils de la comptabilité
Les outils d’évaluation issus de la comptabilité financière sont les états financiers c’est-à-dire le bilan, le compte de résultat, le tableau des emplois et ressources (ou de financement) et les annexes (état annexé).

### Bilan
Le bilan est une synthèse de la situation financière d'une organisation à une date donnée. Il est une « photographie» du patrimoine de cette organisation qui permet de réaliser une évaluation financière d'entreprise, et plus précisément de connaître après retraitement le niveau de sa valeur et de sa solvabilité. En d’autres termes, le bilan traduit la situation patrimoniale d’une organisation à la fin de l’exercice comptable (qui correspond généralement à l’exercice civil – du 1er janvier au 31 décembre).
Le mot « bilan » est dérivé du mot « balance » et exprime bien sa substance. D’un côté, il y a les biens de l’organisation (ses actifs), composés par exemple des immeubles dont elle est propriétaire, de son parc de véhicules ou de machines, de ses stocks (matières premières, marchandises), des créances qu'elle possède sur la clientèle, de ses avoirs bancaires, etc. Les actifs ne se composent pas seulement d’éléments matériels : certains avoirs immatériels peuvent également avoir une valeur patrimoniale et se retrouver à l’actif du bilan : les frais de recherche et développement, les licences, les brevets, etc.
De l’autre côté de la balance se retrouvent les sources de financement de l’entreprise (ses passifs). Il s’agit, par exemple, des capitaux propres (capital investi par les actionnaires dans des entreprises, fonds associatifs dans des associations), du capital emprunté auprès d’établissements de crédit, de dettes commerciales, mais aussi de réserves et « bas de laine » constitués en vue de faire face à des dépenses attendues. Par exemple, une organisation qui prévoit une restructuration constituera par prudence des provisions pour faire face aux coûts ultérieurement entraînés par cette restructuration. Au bilan, tous ces actifs et ces passifs sont classés dans des rubriques précises.

### Compte de résultat
Le compte de résultat est un document comptable synthétisant l'ensemble des charges et des produits d'une organisation pour une période donnée, appelée exercice comptable. Le compte de résultat est donc un document de synthèse, faisant partie des états financiers, et ayant pour fonction d'indiquer la performance de l'organisation. Ce document fournit, par différence entre les recettes et les dépenses, le résultat net de l’exercice concerné, c'est-à-dire ce que l'entreprise a gagné (bénéfice) ou perdu (perte) au cours de la période, lequel s'inscrit au passif du bilan. Il ne s’agit donc plus d’un patrimoine mais des prestations, des recettes et dépenses effectuées au cours d'une certaine période. Ainsi les charges comprennent par exemple les frais de personnel, les achats de matières premières, les charges d’emprunt. Les produits quant à eux se composent, entre autres, des ventes (chiffre d'affaires), des intérêts générés par les actifs financiers, des plus-values réalisées lors de la vente d’un immeuble, etc.
Une distinction est opérée, dans le compte de résultat, entre le résultat d'exploitation, le résultat financier et le résultat hors exploitation (aussi appelé « Résultat hors activités ordinaires » (HAO) selon l'Organisation pour l'harmonisation en Afrique du droit des affaires - OHADA). Le résultat d’exploitation et le résultat financier constituent ensemble le résultat de l’activité courante de l’entreprise. Le résultat hors exploitation, en revanche, est étranger à cette activité courante.
Le compte de résultat comporte, dans sa version élaborée, des soldes intermédiaires de gestion décrivant de quelle façon s'est construit le résultat. Il donne une vue d’ensemble des produits et des charges de la période donnée.

### Tableau des emplois et des ressources
Le tableau des emplois et ressources, aussi appelé tableau de financement, est un outil d'analyse stratégique révélatrice de la politique financière suivie par les dirigeants d'une organisation. Il permet aussi de visualiser les flux de trésorerie au cours de l'exercice. Il fait partie des états financiers annuels obligatoires et retrace les flux financiers de l’organisation durant l’exercice comptable. Il fait apparaître, pour l’exercice, les flux d’investissement et de financement, les autres emplois et ressources financiers et la variation de la trésorerie.

### Principes comptables
La comptabilité a pour objectif de transmettre des informations fiables, cohérentes et sincères aux acteurs internes ou externes de l'organisation. En France, plusieurs principes comptables du Plan Comptable Général (PCG) et du Code de commerce doivent être respectés (ainsi que des Normes de Comptabilité Internationales ou International Financial Reporting Standards au niveau européen) :
- Prudence : l'article 121-4 du PCG dispose que la comptabilité doit être établie sur des bases d'appréciations prudentes pour éviter le transfert de risques et d'incertitudes sur les périodes futures. Les entreprises doivent anticiper toutes pertes probables ou certaines les concernant à chaque fin d'exercice.
- Indépendance des exercices : étant donné que les informations comptables sont utilisées périodiquement par différentes personnes (propriétaires, dirigeants, personnels, tiers et État) la vie quotidienne de l'entreprise doit être découpée en différentes périodes ou "exercice comptable" (3, 6, 12 mois etc.) afin de toujours pouvoir connaître les résultats passés et d'anticiper ceux pour le futur.
- Coût historique (ou nominalisme) : principe selon lequel la valeur nominale de la monnaie est stable. Ce qui signifie pour l'entreprise qu'elle peut (et doit) additionner les unités monétaires passées et futurs.
- Continuité d’exploitation : l'article L.123-20 du Code de commerce dispose que le commerçant, personne physique ou morale, doit toujours se placer dans une perspective de poursuite de l'activité. Hormis les cas bien sûr où des éléments de l'actif de l'entreprise sont liquidés ou si l'activité est ralentie ou stoppé à la suite d'une décision de gestion ou d'une obligation. Ainsi, en application du principe, dès lors que les comptes annuels sont établis (bilan et compte de résultat) l'entreprise continue son activité ;
- Permanence des méthodes : aux termes de l'article L.123-17 du Code de commerce, l'entreprise doit respecter les mêmes procédures et les mêmes règles comptables d'un exercice à l'autre. Si des modifications interviennent, elles doivent être décrites et justifiées dans l'annexe.
- Non-compensation : le principe est visé aux articles L.123-19 du Code de commerce; 130-2 et 130-3 du PCG. Aucune compensation ne doit être faite entre le poste de l'actif et du passif du bilan ainsi qu'entre les charges et produits figurant au compte de résultat. Cela veut dire que l'entreprise doit évaluer de manière séparément.
- Intangibilité du bilan d’ouverture : le principe est visé aux mêmes articles que le principe de non-compensation (L.123-19 al. 3 du Code de commerce et 130-2 du PCG). Lors de l'ouverture du nouveau bilan, celui-ci doit correspondre au bilan de clôture de l'exercice précédent. Aucun écart, les comptes et les montants sont identiques. Cette similitude reflète la transparence et la continuité de l'activité de l'entreprise d'un cycle à un autre.
- Prééminence de la réalité sur l’apparence : l'entreprise doit enregistrer les opérations effectuées et les présenter conformément à leur nature et à leur réalité. Ce principe vient à s'appliquer pour résoudre des difficultés de rédaction comptable nées d'une hésitation entre traduire les opérations juridiques ou retranscrire la réalité financière.
- d'Importance relative : la régularité et la sincérité des informations comptables s'apprécient par rapport à la traduction de la connaissance que les dirigeants ont de la réalité et de l'importance relative des évènements enregistrés. Ainsi, tous les événements et toutes informations susceptibles d'influencer les comptes de l'exercice (que ce soit le bilan, le compte de résultat ou l'annexe) ou les partenaires de l'entreprise (fournisseurs par le biais du crédit-fournisseurs, établissements financiers, créanciers, actionnaires et partenaires sociaux) doivent être communiquées.
- Bonne information : au-delà de la conformité aux règles et aux principes, le problème essentiel est d'assurer aux différents utilisateurs des documents financiers la compréhension pleine et entière du contenu de ces documents. Pour ce faire les entreprises doivent fournir dans ces documents une information satisfaisante, c'est-à-dire une information suffisante et significative.

## Scandales
L'année 2001 a été le théâtre d'une série de fraudes financières impliquant Enron, le cabinet d'audit Arthur Andersen, la société de télécommunications WorldCom, Qwest et Sunbeam, entre autres grandes entreprises. Ces problèmes ont mis en lumière la nécessité de revoir l'efficacité des normes comptables, des réglementations en matière d'audit et des principes de gouvernance d'entreprise. Dans certains cas, la direction a manipulé les chiffres figurant dans les rapports financiers pour indiquer de meilleures performances économiques. Dans d'autres cas, des incitations fiscales et réglementaires ont encouragé le surendettement des entreprises et des décisions entraînant des risques extraordinaires et injustifiés.
Le Scandale Enron a profondément influencé l'élaboration de nouvelles réglementations visant à améliorer la fiabilité des rapports financiers et a sensibilisé le public à l'importance d'avoir des normes comptables reflétant la réalité financière des entreprises ainsi que l'objectivité et l'indépendance des cabinets d'audit.
Outre le fait d'être la plus grande restructuration de faillite de l'histoire américaine, le scandale Enron est sans aucun doute le plus grand échec en matière d'audit ayant entraîné la dissolution d'Arthur Andersen, qui était alors l'un des cinq plus grands cabinets d'audit au monde. Après une série de révélations concernant des procédures comptables irrégulières menées tout au long des années 1990, Enron a déposé une requête de protection en vertu du chapitre 11 de la loi sur les faillites en décembre 2001,,.
Une des conséquences de ces événements a été l'adoption du Sarbanes–Oxley Act aux États-Unis en 2002, à la suite des premières admissions de comportements frauduleux de la part d'Enron. Cette loi augmente considérablement les peines criminelles pour la fraude sur les valeurs mobilières, pour la destruction, l'altération ou la falsification de documents dans le cadre d'enquêtes fédérales ou toute conspiration ou tentative de frauder les actionnaires.

## Applications
Les applications de la comptabilité sont multiples et variés. Elles ont donné naissance à des domaines et à un vocabulaire très riche, dont :
- Comptabilité analytique
- Comptabilité budgétaire
- Comptabilité créative
- Comptabilité d'entreprise
- Comptabilité en partie double
- Comptabilité générale
- Comptabilité nationale
- Comptabilité publique
- Comptabilité sociale et environnementale
- CARE - Comprehensive Accounting in Respect of Ecology